# Tim Stegerer
Tim Stegerer (* 18. Juli 1988 in Saarbrücken) ist ein momentan vereinsloser deutscher Fußballspieler.

## Karriere
Der Mittelfeldspieler aus dem Saarbrücker Stadtteil Sankt Arnual spielte bereits als 17-Jähriger für die erste Mannschaft des VfR Saarbrücken, bevor er 2008 zum Oberligisten SV Auersmacher ging. Zur Saison 2012/13 wechselte Stegerer dann zum 1. FC Saarbrücken, wo er einen Vertrag bis Ende Juni 2014 unterschrieb.
Dort wurde Tim Stegerer vor allem für die zweite Mannschaft verpflichtet, stand jedoch nach einer sehr guten Vorbereitung am 1. Spieltag der 3. Liga gegen den VfB Stuttgart II (1:0) in der Startformation der Profimannschaft des 1. FC Saarbrücken. Bei seinem Profi-Debüt stand der 24-Jährige über volle neunzig Minuten auf dem Platz. Am Ende der Spielzeit gewann er außerdem den Saarlandpokal durch einen 4:0-Sieg über den FC Hertha Wiesbach.
Ab der Saison 2014/15 spielt Stegerer dann für den Regionalligisten FC 08 Homburg und gewann mit der Mannschaft 2016 erneut Saarlandpokal. Dieses Mal schlug man im Finale den SV 07 Elversberg mit 1:0. Insgesamt war der Spieler neun Jahre für den Verein aktiv und bestritt 290 Pflichtspiele, in denen er 17 Tore erzielen konnte. Seit dem 1. Juli 2024 ist er nun vereinslos, nachdem er wegen eines Kreuzbandrisses über ein Jahr nicht mehr auf dem Plaz stand.

## Erfolge
- Saarlandpokalsieger: 2013, 2016